# Caldwell-Gletscher
Der Caldwell-Gletscher ist ein Talgletscher im Westen der Alaskakette in Alaska (USA). 

## Geografie
Das Nährgebiet des Caldwell-Gletschers befindet sich an der Südostflanke des Gurney Peak in den Kichatna Mountains. Der Gletscher liegt in der Denali National Preserve. Er umströmt die Ost- und Südflanke des Lewis Peak in südlicher und später südwestlicher Richtung. Ein Tributärgletscher, der die Südflanke der Kichatna Spire entwässert, trifft von rechts kommend auf den Hauptgletscher. Dieser endet nach einer Strecke von insgesamt 8 km auf etwa 670 m Höhe. Der Gletscher bildet den Ursprung des Kichatna River.